# Pietro Berra
Pietro Berra (Vercelli, 1879 – Como, 6 maart 1976) was een Italiaans componist en dirigent.

## Levensloop
Berra kreeg zijn eerste muzieklessen aan het "Instituto Musicale" in zijn geboortestad. In 1901 werd hij al dirigent van de "Filharmonica" te Castellamonte. Van 1904 tot 1908 dirigeerde hij de Musica Municipale te Domodossola.
Vervolgens begon hij te componeren. Zijn eerste opera ging in 1912 in het Teatro Civico Vercelli met succes in première.
Van 1913 tot 1918 werkte hij als dirigent in Como en dirigeerde aldaar de Filarmonica Cittadina "Alessandro Volta". Van 1919 tot 1931 dirigeerde hij het stedelijk harmonieorkest Musica Cittadina in Chiasso, in het Zwitserse kanton Ticino. In de periode van 1931 tot 1959 was hij dirigent van het harmonieorkest Civica Filarmonica in Mendrisio.
Vooral met het harmonieorkest uit Mendrisio had hij groot succes bij het 20e Eidgenössische Musikfest in Luzern (1935), bij het 21e Eidgenössische Musikfest in St. Gallen (1948) alsook bij het 22e Eidgenössische Musikfest in Fribourg (1953). In het archief van dit harmonieorkest zijn er 55 marsen van Pietro Berra, van die Alpini, Inaugirazione, La Ticinese, Il bel Soldatin, Sempione en Ritorno glorioso de bekendste zijn.